# 杨河 (废黄河)
杨河，位于中国河南省东部，山东省西部，是黄河故道支流，发源于河南省民权县北关镇翟庙村西，东南流经民权境内的庄子镇（原顺河乡）、禇庙、老颜集，于张平楼东北出境入山东曹县，经曹县邵庄、朱洪庙，于梁堤头镇前刘村南入黄河故道。全长55.3公里，流域面积493平方公里。